# Musical Sommer Amstetten
Der Musical Sommer Amstetten ist ein allsommerlich stattfindendes Festival in Amstetten, Niederösterreich.

## Geschichte
1983 begründete Roland Geyer unter der Bezeichnung Sommeroperette Amstetten die Tradition, eigene Produktionen des unterhaltenden Musiktheaters in Amstetten zu produzieren. Die Intendanz des Festivals übernahm dann Heinz Ehrenfreund, der 1987 mit Paul Burkhards Feuerwerk (Freddy Quinn gastierte als Zirkusdirektor Obolski) einen überregionalen Erfolg erzielte, bei dem es 1988 zu einer Aufzeichnung durch den ORF kam, bei der Deborah Sasson in der Rolle der Iduna besetzt war.
Seit 1989 werden in Amstetten Musicals produziert, den Auftakt machte die österreichische Erstaufführung von La Cage aux Folles. Die Produktion der Rocky Horror Show 1992 wurde ans Wiener Raimund Theater übernommen. In den folgenden Jahren waren später in Wien erfolgreiche Darsteller wie Pia Douwes (als Maria in West Side Story) erstmals in Amstetten zu erleben. 1999 übernahm Johann Kropfreiter die Intendanz und brachte Andrew Lloyd Webbers Jugendwerk Joseph zur erfolgreichen Darbietung.
Immer wieder wurden erfolgreiche Produktionen an anderen Spielorten übernommen. So kamen Fame (2000), The Wild Party (2003) und Footloose (2004) im Stadttheater Klagenfurt unter Intendant Dietmar Pflegerl zur Aufführung. Die Uraufführung von Carmen Cubana (2006) wurde als Gastaufführung im Deutschen Theater München und in der Wiener Stadthalle erneut aufgenommen. Mit Dynamo Donau Blues und Rockville finden sich zwei weitere Welturaufführungen in der Geschichte des Musical Sommer Amstetten.
2008 folgte mit Elton Johns Aida die aufwändigste Produktion des Festivals. Nach einer Jubiläumssaison („20 Jahre Musical Sommer Amstetten“) und einer Uraufführung 2010 wurde 2011 erstmals pausiert. 2012 konnte dann aber im Rahmen des NÖ Theaterfestes Der kleine Horrorladen realisiert werden (Regie: Werner Sobotka, Choreografie: Ramesh Nair, Musikalische Leitung: Christian Frank). Nach zwei weiteren Produktionen unter diesem Leadingteam fungierte Nair ab 2015 für zwei weitere Produktionen sowohl als Regisseur als auch als Choreograf. 2017 übernahmen Alex Balga als Regisseur und Jerôme Knols als Choreograf.
Nach dem Jubiläumsjahr 2019 wurde Balga auch zum Intendant des Musical Sommer Amstetten bestellt.
Die für 2020 geplante Aufführung von On Your Feet! wurde aufgrund der COVID-19-Pandemie auf den Sommer 2021 verschoben.
Das Festival ist Bestandteil des Theaterfest Niederösterreich.

## Die Musical-Produktionen
| Jahr | Titel                                        | Regie                            | Anmerkung                       |
| ---- | -------------------------------------------- | -------------------------------- | ------------------------------- |
| 1989 | Ein Käfig voller Narren                      | Mike Fields                      | österreichische Erstaufführung  |
| 1990 | Der kleine Horrorladen                       | Anna Vaughan                     |                                 |
| 1991 | My Fair Lady                                 | Heinz Ehrenfreund                |                                 |
| 1992 | The Rocky Horror Show                        | Alexander Goebel                 |                                 |
| 1993 | Dynamo Donau Blues                           | Helmut Polixa                    | Uraufführung                    |
| 1994 | West Side Story                              | Heinz Ehrenfreund                |                                 |
| 1995 | Sweet Charity                                | Kim Duddy                        |                                 |
| 1996 | Blondel                                      | Werner Sobotka                   | deutschsprachige Erstaufführung |
| 1997 | Kiss Me, Kate!                               | Heinz Ehrenfreund                |                                 |
| 1998 | City Of Angels                               | Adi Hirschal / Heinz Ehrenfreund | österreichische Erstaufführung  |
| 1999 | Joseph And The Amazing Technicolor Dreamcoat | Werner Sobotka                   |                                 |
| 2000 | Fame                                         | Werner Sobotka                   | österreichische Erstaufführung  |
| 2001 | Moby Dick                                    | Werner Sobotka                   | österreichische Erstaufführung  |
| 2002 | The Who's Tommy                              | Kim Duddy                        | österreichische Erstaufführung  |
| 2003 | The Wild Party                               | Werner Sobotka                   | europäische Erstaufführung      |
| 2004 | Footloose                                    | Kim Duddy                        |                                 |
| 2005 | Jesus Christ Superstar                       | Kim Duddy                        |                                 |
| 2006 | Carmen Cubana                                | Kim Duddy                        | Uraufführung                    |
| 2007 | Hair                                         | Kim Duddy                        |                                 |
| 2008 | Aida                                         | Kim Duddy                        |                                 |
| 2009 | Rockville                                    | Kim Duddy                        | Uraufführung                    |
| 2010 | The Full Monty - Ganz oder gar nicht         | Kim Duddy                        | deutschsprachige Erstaufführung |
| 2011 |                                              |                                  | keine Aufführung                |
| 2012 | Der kleine Horrorladen                       | Werner Sobotka                   |                                 |
| 2013 | Xanadu                                       | Werner Sobotka                   |                                 |
| 2014 | Flashdance                                   | Werner Sobotka                   | österreichische Erstaufführung  |
| 2015 | Saturday Night Fever                         | Ramesh Nair                      |                                 |
| 2016 | Footloose                                    | Ramesh Nair                      |                                 |
| 2017 | Hair                                         | Alex Balga                       |                                 |
| 2018 | Rock Of Ages                                 | Alex Balga                       | österreichische Erstaufführung  |
| 2019 | The Rocky Horror Show                        | Alex Balga                       |                                 |
| 2020 |                                              |                                  | keine Aufführung                |
| 2021 | On your Feet!                                | Alex Balga                       | deutschsprachige Erstaufführung |
| 2022 | Grease                                       |                                  |                                 |
| 2023 | Jersey Boys                                  | Alex Balga                       | deutschsprachige Erstaufführung |
| 2024 | We Will Rock You                             | Alex Balga                       |                                 |
| 2025 | Augustin                                     | Alex Balga                       | Uraufführung                    |